# Douglas Walton
Douglas Neil Walton (2 de junho de 1942 - 3 de janeiro de 2020) foi um acadêmico e escritor canadiano, notável pelos diversos livros e artigos publicados sobre argumentação, falácias lógicas e lógica informal. Foi professor na Universidade de Windsor no Canadá. O seu trabalho é usado na preparação de argumentos legais e no apoio ao desenvolvimento de inteligência artificial. Os seus livros são amplamente traduzidos para várias línguas.
A maior parte dos seus livros são sobre falácias lógicas, alguns deles em co-autoria com John Woods. Segundo Frans H. van Eemeren, que denomina este campo de trabalho a "abordagem Woods-Walton", o trabalho de ambos representa a "mais extensão contribuição para o estudo das falácias após Hamblin"